# Canal Grande

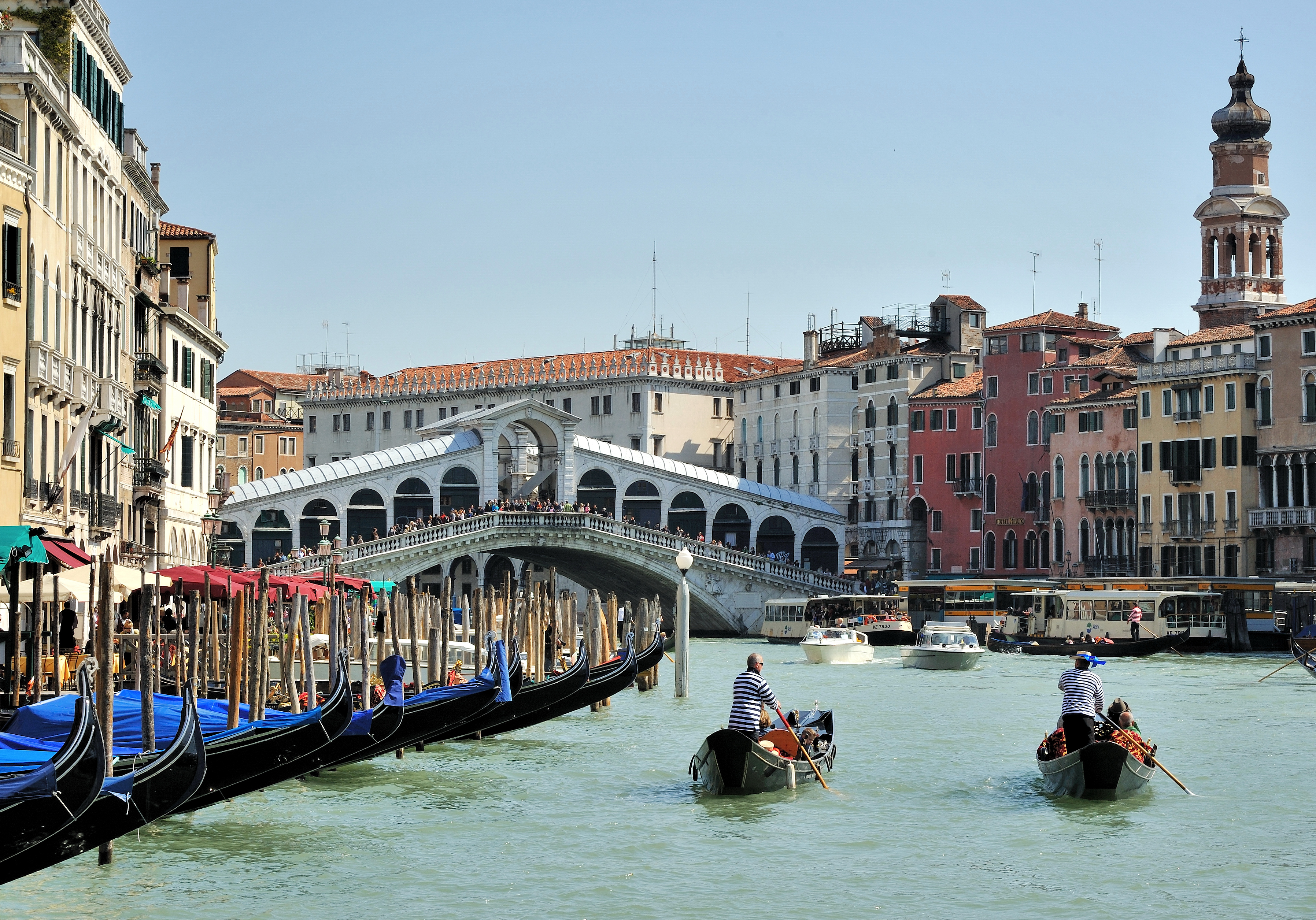
Două gondole pe canal

Canal Grande (în română Marele Canal) este un canal din Veneția. El reprezintă unul dintre coridoarele navale majore ale orașului. Transportul public este efectuat de „autobuze” navale (italiană: vaporetti) și taxiuri navale private, însă mulți turiști preferă să exploreze canalul cu gondolele.

## Descriere
Canal Grande din Veneția sau Canalazzo, după cum îi spun venețienii, este canalul principal de apă ce șerpuiește prin acest oraș. 
Canal Grande este o cale navigabilă veche ce străbate orașul sub forma unui mare S în oglindă, de la Bazinul San Marco până la Gara Santa Lucia, având o lungime de 3.800 de metri, o lățime ce fluctueazǎ de la 30 până la 90 metri și o adâncime ce este în cea mai mare parte a canalului de 5 metri.
Traficul pietonal se adună în jurul unor poduri celebre care traversează Marele Canal: Ponte Rialto, Ponte Degli Scalzi și Ponte dell’Academia. Un al patrulea pod modern și în același timp controversat, a fost realizat nu departe de podul Scalzi: podul Calatrava.

### Clădirile de pe Canal Grande

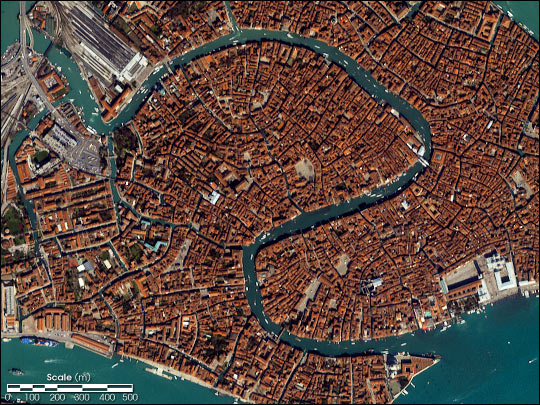
Forma S-ului pus pe dos a Marelui Canal

Clădirile de pe malurile Canal Grande au fost construite în diverse stiluri arhitectonice, în funcție de perioada în care au fost ridicate. 
Astfel, sunt clǎdiri construite în stil bizantin (secolele XII-XIII) cu arce alungite și loggii de dimensiuni mari sau în stilul gotic-venețian (secolul XV) cu fațade din ipsos colorate strălucitor, cu arce ascuțite și coloane înguste,  precum Ca d’Oro (Casa Aurului). 
Casele și construcțiile din secolul al XVI-lea sunt realizate în stil renascentist și clasic, acestea fiind caracterizate de fațade albe și ferestre înalte precum Palazzo Dario și Palazzo Grimani.
La sfârșitul secolului al XVI-lea și începutul secolului al XVII-lea, au fost adăugate edificii construite în stil baroc pe Canal Grande. Această perioadă a fost cea mai creativă în ceea ce privește construcția de clădiri de-a lungul canalului, iar printre edificiile reprezentative realizate atunci se numără Bazilica Santa Maria della Salute și Bazilica Scalzi.
La sfârșitul secolul al XVIII-lea construcția clădirilor de-a lungul Canal Grande s-a oprit. În următoarele doua secole s-au făcut renovări semnificative la cele mai multe dintre clădirile istorice de pe malurile Canal Grande, iar marea lor majoritate au devenit muzee sau sunt deținute de fundații ce au grijă de întreținerea acestora.